# Futura (Raumfahrtmission)
futura war eine Raumfahrtmission der Europäischen Weltraumorganisation (ESA), während der sich die italienische Astronautin Samantha Cristoforetti 199 Tage lang an Bord der ISS aufhielt.
Der Flug Sojus TMA-15M startete am 23. November 2014 zur ISS und dockte nach 6 Stunden um 02:49 UTC erfolgreich an der ISS an, wodurch die Mission futura begann. Cristoforetti führte während ihres Aufenthalts an Bord der Raumstation italienische und internationale Experimente unter anderem zu medizinischen und materialwissenschaftlichen Fragestellungen durch.

## Missionsvorbereitung
Cristoforetti setzte sich beim Auswahlverfahren der ESA gegen mehr als 8400 weitere Bewerber durch und wurde am 20. Mai 2009 in Paris als einzige Frau unter sechs neuen Astronauten des Europäischen Astronautenkorps der Öffentlichkeit vorgestellt. Sie schloss ihr Grundlagen-Training 2010 ab und wurde dann zunächst als Reserve-Astronautin weiterausgebildet, etwa in Außenbordeinsätzen und Robotik, sowie als Flugingenieurin der Sojus-Raumfähre. Am 3. Juli 2012 gab die ESA bekannt, dass Cristoforetti 2014 zu einem Langzeitaufenthalt auf der ISS starten würde. Cristoforettis Mission wurde von der ESA zusammen mit der italienischen Raumfahrtbehörde ASI durchgeführt.
Sie wurde durch den Raumflug zur siebten Italienerin im Weltraum und folgte Alexander Gersts Mission Blue Dot.

## Emblem und Name
Cristoforetti gab ihrer Mission den Namen futura (lateinisch „Zukunft“). Die Wahl wurde getroffen, nachdem Cristoforetti die Öffentlichkeit um Vorschläge gebeten hatte, die eine Reihe von Leitbegriffen, die sie mit der Mission verband, zusammenfassten. Es ist üblich, dass ESA-Astronauten ihren Missionen Namen geben und so unter ein Motto stellen. Der Missionsname steht laut Cristoforetti für die kollektive Anstrengung der Gemeinschaft, die Zukunft für die Menschheit im Weltraum aufzubauen.
Das Missionsemblem zeigt die ISS in der Umlaufbahn vor einem Sonnenaufgang. Es ist die Silhouette Europas auf der Erdoberfläche zu erkennen und der Rand trägt die italienischen Farben. Das Logo wurde von italienischen Künstler Valerio Papeti entworfen und in einem Wettbewerb ausgewählt. Der dargestellte Sonnenaufgang, wahrgenommen aus dem Weltraum, hat den Künstler inspiriert und stellt für ihn neue Horizonte für Entdeckungen dar.

## Missionsverlauf

### Aufenthalt an Bord der ISS

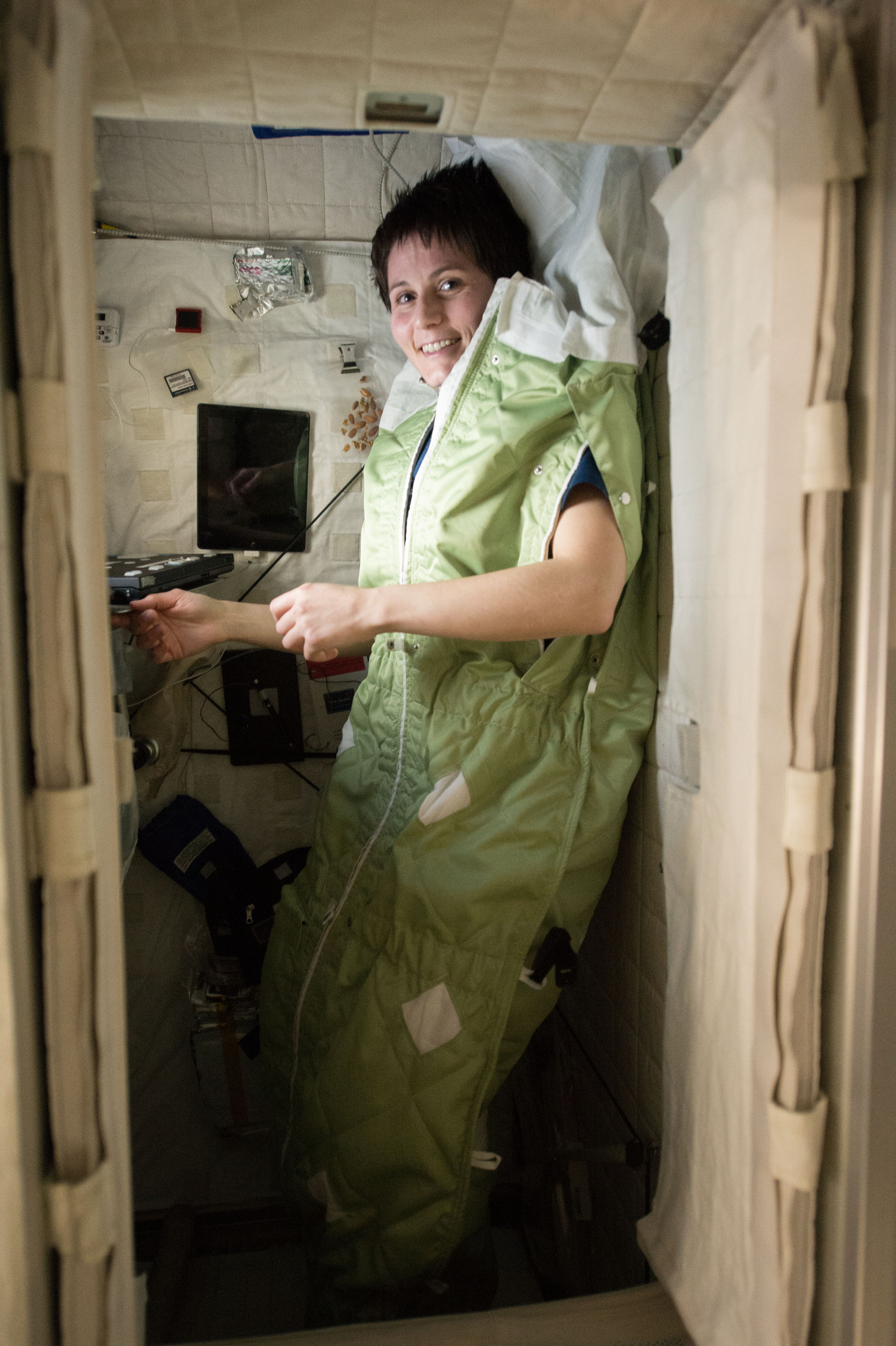
Samantha Cristoforetti in einem speziellen Schwerelosigkeits-Schlafsack auf der ISS-Expedition 42 (6. Dezember 2014)

Samantha Cristoforetti flog am 23. November 2014 mit dem Raumschiff Sojus TMA-15M zur Internationalen Raumstation und wurde dort im Verlauf ihrer Mission Mitglied der ISS-Expeditionen 42 und 43. Nach einem Fehlstart des russischen Versorgungsflugs Progress M-27M wurde entschieden, dass sich die Besatzung der von TMA-15M länger als ursprünglich geplant auf der ISS aufhalten solle. Am 7. Juni 2015, ihrem 195. Missionstag, löste Cristoforetti die US-Amerikanerin Sunita Williams als Rekordhalterin für Langzeitflüge von Frauen im Weltall ab. Die Landung erfolgte am 11. Juni 2015. Damit stellte Samantha Cristoforetti auch den Rekord für die längsten ununterbrochenen Raumflug eines ESA-Astronauten auf, den ihr italienischer Kollege Luca Parmitano 2020 mit seiner Mission Beyond brach.

### Logistik
Samantha Cristoforetti war verantwortlich für den Raumfrachter ATV-5 der ESA, der über sieben Tonnen Nahrung, Wasser, Treibstoff und weitere Versorgungsgüter vom europäischen Weltraumbahnhof Kourou aus in den Orbit gebracht hatte, bevor Cristoforettis Missions begann. Sie belud den Frachter und dockte ihn ab, bevor er zu einem kontrollierten Manöver in die Atmosphäre gesteuert wurde. Sie assistierte beim Manövrieren eines Dragon-Raumfrachters zur Station und bediente den Roboter-Arm Canadarm2 bei der Ankunft eines weiteren. Sie unterstützte die anderen Crew-Mitglieder bei zwei Außenbordeinsätzen. Durch den Verlust von Ausrüstung an Bord des verunglückten Frachters Cygnus Orb-3 konnte Cristoforetti selbst allerdings einen geplanten Außenbordeinsatz nicht durchführen.

## Wissenschaftliche Experimente
Die Mission futura beschäftigte sich vor allem mit den Folgen von Langzeitaufenthalten im Weltraum. Ein Fokus waren Genetik und Biologie. Experimente mit Fruchtfliegen, Ameisen, Pflanzen und Würmern der Art Caenorhabditis elegans untersuchten die Auswirkungen der Schwerelosigkeit über mehrere Generationen hinweg. Die Fruchtfliege hat Teile ihres Erbguts mit dem Menschen gemein, daher wurde an ihr untersucht, wie sich Gene über mehrere Generationen hinweg verändern. Das Wachstum von Samen und Sprösslingen wurde beobachtet, um die Grundlage dafür zu schaffen, Nutzpflanzen im Weltraum zu ziehen. Weitere Versuche sammelten Daten über das Verhalten von Mikropartikeln, sogenannten Kolloiden. Das Triplelux-Experiment untersuchte das Immunsystem von Organismen auf Zellebene. Es studierte die Immunantwort von Zellen der Gemeinen Miesmuschel auf eine Infektion und zeichnete auf, wie sich Immunzellen von Ratten in der Schwerelosigkeit ordnen.
Auch menschenliche Immunzellen wurden untersucht. Da diese nur 120 Stunden überlebensfähig sind, nachdem sie dem menschlichen Körper entnommen wurden, wurden die Experimente unmittelbar nach der Ankunft eines Dragon-Raumfrachters durchgeführt, dessen Flug zwei Tage dauerte.

## Öffentlichkeitsarbeit
Samantha Cristoforettis Mission umfasste mehrere Elemente, die speziell für Kinder entwickelt wurden. Sie leitete das Programm Mission-X „Train like an astronaut“ (englisch „Trainiere wie ein Astronaut“) an. Dabei sollte Kindern im Alter von 8 bis 12 Jahren wissenschaftliches Arbeiten, Teamwork und sportliche Ertüchtigung nahegebracht werden. Außerdem beantwortete Cristoforetti Fragen von Kindern, die von der ESA bereitgestellte Experimente mit Spirulina-Algen durchgeführt hatten. Darüber hinaus funkte sie via Amateurfunk mit Schülern.

## Trivia

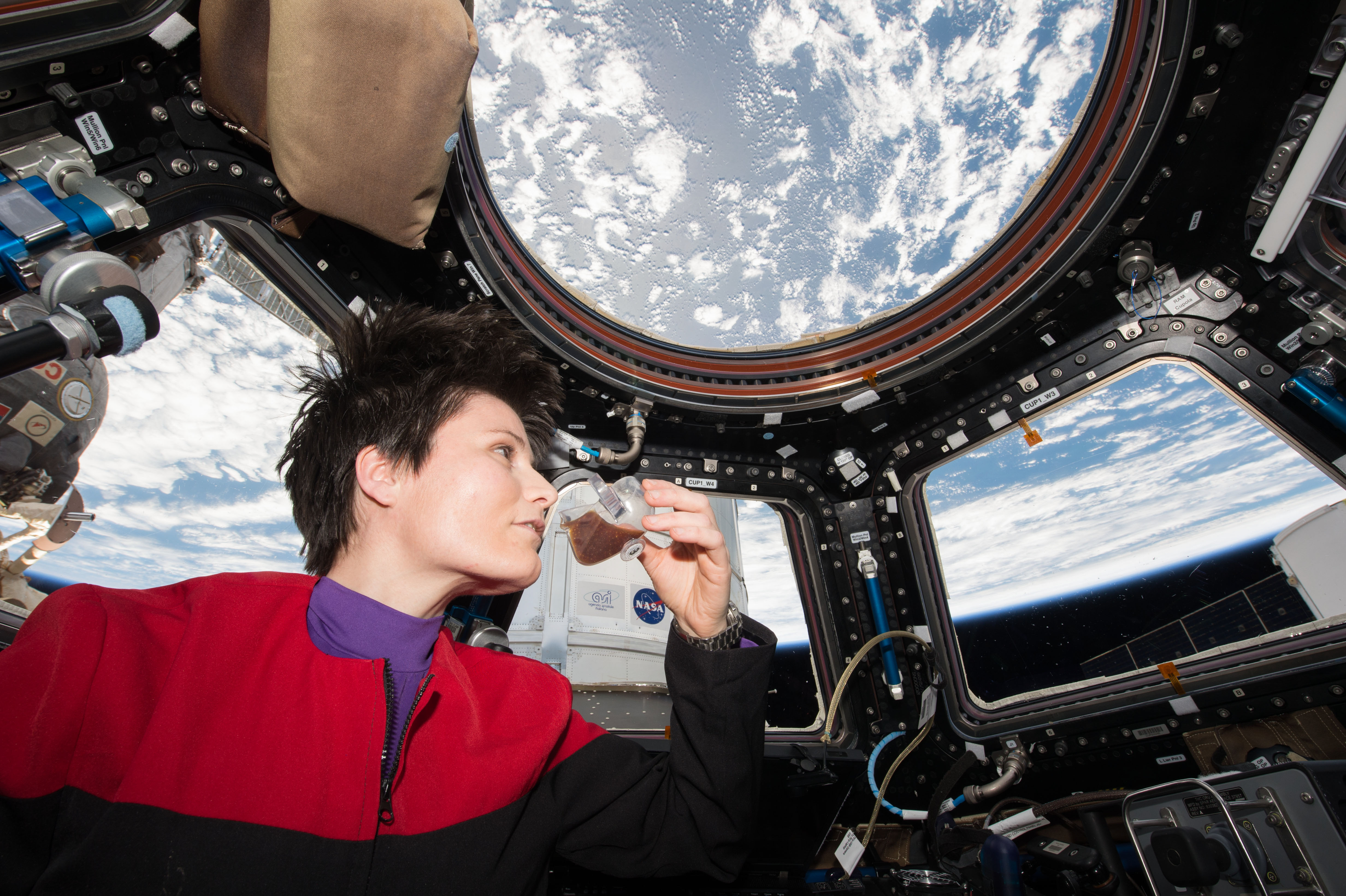
Samantha Cristoforetti trinkt einen Kaffee aus der Weltraum-Espressomaschine ISSpresso in der Cupola auf der Internationalen Raumstation

Am 3. Mai 2015 weihte Cristoforetti die Kaffeemaschine ISSpresso auf der Internationalen Raumstation ein und war damit die erste Person, die einen Espresso unter Bedingungen der Schwerelosigkeit trank.
Der Raumfrachter, der den dafür notwendigen Kaffee in die Umlaufbahn brachte, hatte zudem Tiramisu für die Astronauten an Bord.